# Parallactis
Parallactis é um gênero de traça pertencente à família Agonoxenidae.